# Olympische Sommerspiele 2012/Teilnehmer (Sambia)
| Gelbes Symbol für Goldmedaillen mit stilisierten Olympischen Ringen | Graues Symbol für Silbermedaillen mit stilisierten Olympischen Ringen | Braundes Symbol für Bronzemedaillen mit stilisierten Olympischen Ringen |
| ------------------------------------------------------------------- | --------------------------------------------------------------------- | ----------------------------------------------------------------------- |
| —                                                                   | —                                                                     | —                                                                       |

Sambia nahm in London an den Olympischen Spielen 2012 teil. Es war die insgesamt zwölfte Teilnahme an Olympischen Sommerspielen. Das National Olympic Committee of Zambia nominierte sieben Athleten in vier Sportarten.

## Flaggenträger
Der Leichtathlet Prince Mumba trug die Flagge Sambias während der Eröffnungsfeier im Olympiastadion.

## Teilnehmer nach Sportarten

### Boxen
| Athleten        | Wettbewerb                  | 1. Runde     | 1. Runde | Achtelfinale  | Achtelfinale  | Viertelfinale | Viertelfinale | Halbfinale    | Halbfinale    | Finale        | Finale        | Rang |
| Athleten        | Wettbewerb                  | Gegner       | Ergebnis | Gegner        | Ergebnis      | Gegner        | Ergebnis      | Gegner        | Ergebnis      | Gegner        | Ergebnis      | Rang |
| --------------- | --------------------------- | ------------ | -------- | ------------- | ------------- | ------------- | ------------- | ------------- | ------------- | ------------- | ------------- | ---- |
| Männer          |                             |              |          |               |               |               |               |               |               |               |               |      |
| Gilbert Choombe | Halbweltergewicht bis 64 kg | Jeffrey Horn | 5:19     | ausgeschieden | ausgeschieden | ausgeschieden | ausgeschieden | ausgeschieden | ausgeschieden | ausgeschieden | ausgeschieden | 17   |

### Judo
| Athleten      | Wettbewerb       | 1. Runde | 1. Runde | Achtelfinale | Achtelfinale | Viertelfinale | Viertelfinale | Hoffnungsrunde Halbfinale | Hoffnungsrunde Halbfinale | Halbfinale    | Halbfinale    | Hoffnungsrunde Finale | Hoffnungsrunde Finale | Finale        | Finale        | Rang |
| Athleten      | Wettbewerb       | Gegner   | Ergebnis | Gegner       | Ergebnis     | Gegner        | Ergebnis      | Gegner                    | Ergebnis                  | Gegner        | Ergebnis      | Gegner                | Ergebnis              | Gegner        | Ergebnis      | Rang |
| ------------- | ---------------- | -------- | -------- | ------------ | ------------ | ------------- | ------------- | ------------------------- | ------------------------- | ------------- | ------------- | --------------------- | --------------------- | ------------- | ------------- | ---- |
| Männer        |                  |          |          |              |              |               |               |                           |                           |               |               |                       |                       |               |               |      |
| Boas Munyonga | Klasse bis 81 kg | Freilos  | Freilos  | T. Nakai     | 000- 100     | ausgeschieden | ausgeschieden | ausgeschieden             | ausgeschieden             | ausgeschieden | ausgeschieden | ausgeschieden         | ausgeschieden         | ausgeschieden | ausgeschieden | 17   |

### Leichtathletik
Laufen und Gehen
| Athleten        | Wettbewerb | Vorlauf            | Vorlauf            | Halbfinale         | Halbfinale         | Finale             | Finale             | Rang |
| Athleten        | Wettbewerb | Zeit               | Rang               | Zeit               | Rang               | Zeit               | Rang               | Rang |
| --------------- | ---------- | ------------------ | ------------------ | ------------------ | ------------------ | ------------------ | ------------------ | ---- |
| Frauen          |            |                    |                    |                    |                    |                    |                    |      |
| Chauzje Choosha | 100 m      | nicht qualifiziert | nicht qualifiziert | nicht qualifiziert | nicht qualifiziert | nicht qualifiziert | nicht qualifiziert | –    |
| Männer          |            |                    |                    |                    |                    |                    |                    |      |
| Gerald Phiri    | 100 m      | 10,16 s            | 3                  | 10,11 s            | 5                  | –                  | –                  | 15   |
| Prince Mumba    | 800 m      | 1:49,07 min        | 7                  | –                  | –                  | –                  | –                  | 42   |

### Schwimmen
| Athleten    | Wettbewerb     | Vorlauf | Vorlauf | Halbfinale | Halbfinale | Finale | Finale | Rang |
| Athleten    | Wettbewerb     | Zeit    | Rang    | Zeit       | Rang       | Zeit   | Rang   | Rang |
| ----------- | -------------- | ------- | ------- | ---------- | ---------- | ------ | ------ | ---- |
| Frauen      |                |         |         |            |            |        |        |      |
| Jade Howard | 100 m Freistil | 59,35 s | 1       | –          | –          | –      | –      | 39   |
| Männer      |                |         |         |            |            |        |        |      |
| Zane Jordan | 100 m Rücken   | 58,77 s | 3       | –          | –          | –      | –      | 43   |